# .na
.na is het achtervoegsel van domeinen in Namibië. Er bestaan al geruime tijd plannen om de registratie van domeinnamen via verschillende registrars te laten verlopen (waarbij het Namibian Network Information Center als overkoepelend orgaan optreedt), maar tot op heden is slechts één registrar hiervoor gemachtigd.